# Arvind Swamy
Arvind Swami (18 de junio de 1970) es un actor, modelo y presentador de televisión indio conocido por su trabajo en el cine tamil. Fue introducido en el cine por el reputado director Mani Ratnam con la película Thalapathi (1991) y posteriormente protagonizó películas exitosas como Roja (1992), Bombay (1995), Minsaara Kanavu (1997) y Alaipayuthey (2000).
Swamy también protagonizó otras producciones como la película telugu Mounam (1995), las películas Malayalam Daddy (1992) y Devaraagam (1996), y la producción de Bollywood Saat Rang Ke Sapne (1998). Swamy pasó una década trabajando con empresas que van desde ingeniería de software, construcción, comercio internacional hasta externalización global, antes de volver a actuar en obras como Kadal (2013), Thani Oruvan (2015), Dear Dad (2016), Dhruva (2016) y Bogan (2016).

## Carrera

### Primeros años
Arvind Swamy nació en Chennai, hijo del industrial V. D. Swami y de la bailarina Bharatanatyam C.V.S.Vasantha. Estudió en la escuela Sishya y más tarde en la Secundaria Superior Don Bosco, completando su educación en 1987. Luego se graduó de la escuela Loyola en 1990 con una Licenciatura en Comercio. Luego se fue a los Estados Unidos para hacer su Maestría en Negocios Internacionales en la Universidad de Wake Forest en Carolina del Norte.
El director Mani Ratnam lo descubrió en un anuncio y convocó una reunión con él. Luego, el director junto a Santhosh Sivan lo introdujeron en los conceptos básicos de la realización cinematográfica. Swamy hizo su debut en la película de drama de Mani Ratnam Thalapathi, donde interpretaba a un joven enfrentado a su propio hermano biológico. Posteriormente, Mani Ratnam lo contrató para interpretar el papel principal en la película dramática política de 1992 Roja. Roja y Bombay ganaron varios premios importantes en la India. Su actuación en Bombay fue considerada como "conmovedora" por la revista Time. 

### Reconocimiento
Swamy ha ganado varios premios, populares y de crítica, por sus películas. Ha sido descrito como uno de los primeros actores en la India que puede lograr un atractivo panindio. En 1995, Swamy proporcionó la voz de doblaje tamil para el adulto Simba en El rey león (1994) de Disney. Protagonizó la película Minsaara Kanavu de Rajiv Menon, cinta que ganó cuatro Premios Nacionales de Cine, además de tener un excelente comportamiento en las taquillas nacionales.
Arvind se retiró de la actuación en el año 2000 después de desempeñar un papel de reparto en Alaipayuthey de Mani Ratnam y se concentró en sus intereses comerciales. Swamy fue director de V. D. Swamy and Company, empresa dedicada al comercio internacional y la construcción. Fue presidente de InterPro Global y presidente y director general de Prolease India. Luego fundó Talent Maximus, una empresa dedicada al procesamiento de nómina y personal temporal en la India.
Inicialmente quiso volver a las películas después de estar cuatro años alejado de las pantallas, pero sufrió una lesión física. El tratamiento le tomó aproximadamente cinco años. Después de su exitoso tratamiento, Mani Ratnam lo llamó una vez más para interpretar un papel en una de sus películas, Kadal (2013), para la cual Swamy tuvo que perder 15 kilogramos. En 2013 proporcionó la voz en off para la película Ceylon de Santhosh Sivan. En 2015 actuó en el papel de Sidharth Abhimanyu en Thani Oruvan, por lo que fue muy elogiado y recibió críticas positivas por su interpretación. En 2017 hizo el papel principal en Bogan junto a Jayam Ravi, por lo que recibió nuevamente una excelente respuesta de la crítica y del público en general.